# Nordland (Somalia)

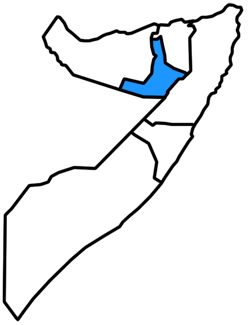
Nordlands läge i Somalia

Nordland var en självstyrande region, i norra Somalia, i det omstridda området mellan Somaliland i väster och Puntland i öster. Regionen utropades 2008 av lokala darodklaner, på samma sätt som tidigare Maakhir utropats i den norra delen av det omstridda området. Försöket till självstyre upphörde i praktiken när de styrande klanerna valde att engagera sig i presidentvalet i Puntland 2008–2009. Nu tillhör den Somaliland efter många strider mellan Somaliland och Puntland.
Nordland låg i provinserna Sool, Sanaag och Cayn. Huvudstad var Las Anod, som dock hela tiden kontrollerades av Somaliland.